# Bereznai Péter
Bereznai Péter (Mezőberény, 1955. február 7. –) magyar festőművész, tanár.

## Életpályája
Bereznai Péter Mezőberényben született 1955. február 7-én Bereznai Mihály és Adamik Ilona gyermekeként. 1971–1972 között a zebegényi Szőnyi István Szabadiskola diákja volt. Autodidakta. 1967–1971 között a Békéscsabai Képzőművészeti Kör tagja volt. 1973–1975 között a békéscsabai Dürer Nyomdában dolgozott kéziszedőként. 1975-ben Szentendrére költözött. 1975-től tagja a Vajda Lajos Stúdiónak. 1977-ben a Leninvárosi Kísérleti Műhelyben műanyag szobrokat készített. 1980-ban tagja lett a Szentendrei Grafikai Műhelynek. 1981–1990 között a Fiatal Képzőművészek Stúdiójának tagja volt. 1988–1994 között a Zebegényi Szabadiskola grafikatanára volt.

## Magánélete
1975-ben feleségül vette Szenes Beátát. Két gyermekük született; Tamás (1983) és Lilla (1988).

## Egyéni kiállításai
- Szentendre (1983)
- Békéscsaba (1986, 1988, 1995)
- Utrecht (1988)
- Békés (1988)

## Művei
- Madárkatapult
- Fekete plasztika (1985)
- Angyal (1987)
- Nagy pajzs (1987)
- Madártotem (1988)
- Táncoló angyalok (1989)
- Fekete kép 2. (1992)
- Fekete kép 4. (1993)
- Fekete kép 3. (1994)
- Fekete kép (1995)
- Cím nélkül 4. (1995)
- Cím nélkül 5. (1995)
- Cím nélkül 3. (1996)
- Napképek 1.-2. (1997)
- Cím nélkül 1.-2. (2000)

## Díjai
- Neufeld Anna-emlékdíj (Hincz-Neufeld)
- Pest Megye Művészetéért Díj (1984)
- Munkácsy Mihály-díj (2002)
- Magyar Művészeti Akadémia Képzőművészeti Díja (2018)
- Érdemes művész (2024)